# Ripartizione Africa, Asia, Oceania e Antartide
La ripartizione Africa, Asia, Oceania e Antartide è uno dei quattro collegi elettorali italiani che compongono la circoscrizione Estero.

## Territorio
Il territorio della ripartizione Africa, Asia, Oceania e Antartide include gli Stati riconosciuti dal governo italiano nel territorio africano, asiatico (escluse Cipro, Russia e Turchia che fanno parte della ripartizione Europa), oceaniano e antartico. I cittadini italiani residenti nei paesi e territori d'oltremare sono invece inclusi nei rispettivi Stati europei della ripartizione Europa. In occasione del referendum costituzionale del 2016, i voti dei ricercatori temporaneamente presenti nelle basi scientifiche dell'Antartide sono stati consegnati all'ambasciata di Wellington e conteggiati con le schede della Nuova Zelanda.
Nell'elenco dei paesi è presente una "Circoscrizione Autonoma" che corrisponde al circondario di Gerusalemme, territorio che il governo italiano non considera parte né di Israele né dello Stato di Palestina.
Il paese con più elettori italiani residenti è l'Australia, mentre quello con il numero inferiore sono le Isole Marshall. Peraltro, non risultano negli archivi del Ministero dell'interno le schede relative a seguenti paesi (sono marcati quelli in cui è comunque presente una rappresentanza diplomatica o consolare italiana): Bhutan, Comore, Figi*, Iraq, Isole Salomone, Kiribati, Liberia, Libia*, Micronesia, Nauru, Niger*, Niue, Papua Nuova Guinea*, Siria*, Somalia*, Sudan del Sud, Timor Est, Tuvalu, Vanuatu* e Yemen*.
Nell'elenco che segue sono indicate le denominazioni ufficiali utilizzate dal Ministero dell'Interno. Per il 2018 il numero di nazioni in cui sono presenti elettori italiani è passato da 97 a 93.
| N      | Paese                                    | Elettori italiani nel 2013 | Elettori italiani nel 2013 | Note                                                          |
| N      | Paese                                    | Camera                     | Senato                     | Note                                                          |
| ------ | ---------------------------------------- | -------------------------- | -------------------------- | ------------------------------------------------------------- |
| 1      | Afghanistan                              | 42                         | 42                         | Non incluso nel 2018                                          |
| 2      | Algeria                                  | 492                        | 459                        |                                                               |
| 3      | Angola                                   | 208                        | 201                        |                                                               |
| 4      | Arabia Saudita                           | 659                        | 615                        |                                                               |
| 5      | Armenia                                  | 35                         | 34                         |                                                               |
| 6      | Australia                                | 110 908                    | 102 596                    |                                                               |
| 7      | Azerbaigian                              | 44                         | 44                         |                                                               |
| 8      | Bahamas                                  | 194                        | 183                        | Non incluso nel 2018                                          |
| 9      | Bahrein                                  | n.d.                       | n.d.                       | Incluso nel 2018                                              |
| 10     | Bangladesh                               | 146                        | 142                        |                                                               |
| 11     | Benin                                    | 37                         | 35                         |                                                               |
| 12     | Botswana                                 | n.d.                       | n.d.                       | 58 elettori iscritti al referendum costituzionale 2016        |
| 13     | Brunei                                   | n.d.                       | n.d.                       | 30 elettori iscritti al referendum costituzionale 2016        |
| 14     | Burkina Faso                             | n.d.                       | n.d.                       | 2 elettori iscritti al referendum costituzionale 2016         |
| 15     | Burundi                                  | 87                         | 85                         |                                                               |
| 16     | Bhutan                                   | n.d.                       | n.d.                       | Paese assente negli archivi del Ministero dell'interno        |
| 17     | Cambogia                                 | 67                         | 67                         |                                                               |
| 18     | Camerun                                  | 297                        | 280                        |                                                               |
| 19     | Capo Verde                               | 207                        | 200                        |                                                               |
| 20     | Ciad                                     | 46                         | 44                         |                                                               |
| 21     | Circoscrizione autonoma di Gerusalemme   | 1 820                      | 1 523                      |                                                               |
| 22     | Comore                                   | n.d.                       | n.d.                       | Paese assente negli archivi del Ministero dell'interno        |
| 23     | Rep. del Congo                           | 147                        | 142                        |                                                               |
| 24     | Costa d'Avorio                           | n.d.                       | n.d.                       | 15 elettori iscritti al referendum costituzionale 2016        |
| 25     | Egitto                                   | 3 064                      | 2 682                      |                                                               |
| 26     | Emirati Arabi Uniti                      | 3 096                      | 2 992                      |                                                               |
| 27     | Eritrea                                  | 407                        | 353                        |                                                               |
| 28     | Etiopia                                  | 912                        | 802                        |                                                               |
| 29     | Figi                                     | n.d.                       | n.d.                       | Paese assente negli archivi del Ministero dell'interno        |
| 30     | Filippine                                | 743                        | 651                        |                                                               |
| 31     | Gabon                                    | n.d.                       | n.d.                       | 8 elettori iscritti al referendum costituzionale 2016         |
| 32     | Gambia                                   | 10                         | 9                          |                                                               |
| 33     | Georgia                                  | 45                         | 44                         |                                                               |
| 34     | Ghana                                    | 250                        | 236                        |                                                               |
| 35     | Giappone                                 | 1 922                      | 1 783                      |                                                               |
| 36     | Gibuti                                   | 64                         | 59                         | Non incluso nel 2018                                          |
| 37     | Giordania                                | 570                        | 473                        |                                                               |
| 38     | Guinea                                   | n.d.                       | n.d.                       | 25 elettori iscritti al referendum costituzionale 2016        |
| 39     | Guinea-Bissau                            | n.d.                       | n.d.                       | 31 elettori iscritti al referendum costituzionale 2016        |
| 40     | Guinea Equatoriale                       | n.d.                       | n.d.                       | 53 elettori iscritti al referendum costituzionale 2016        |
| 41     | India                                    | 805                        | 757                        |                                                               |
| 42     | Indonesia                                | n.d.                       | n.d.                       | 21 elettori iscritti al referendum costituzionale 2016        |
| 43     | Iran                                     | 287                        | 255                        |                                                               |
| 44     | Iraq                                     | n.d.                       | n.d.                       | Paese assente negli archivi del Ministero dell'interno        |
| 45     | Isole Cook                               | n.d.                       | n.d.                       | 3 elettori iscritti ai referendum 2011 - Non incluso nel 2018 |
| 46     | Isole Marshall                           | n.d.                       | n.d.                       | 1 elettore iscritto al referendum costituzionale 2016         |
| 47     | Isole Salomone                           | n.d.                       | n.d.                       | Paese assente negli archivi del Ministero dell'interno        |
| 48     | Israele                                  | 8 678                      | 7 471                      |                                                               |
| 49     | Kazakistan                               | 179                        | 178                        |                                                               |
| 50     | Kenya                                    | 1 273                      | 1 190                      |                                                               |
| 51     | Kirghizistan                             | 19                         | 17                         |                                                               |
| 52     | Kiribati                                 | n.d.                       | n.d.                       | Paese assente negli archivi del Ministero dell'interno        |
| 53     | Kuwait                                   | 267                        | 245                        |                                                               |
| 54     | Laos                                     | 32                         | 29                         |                                                               |
| 55     | Lesotho                                  | n.d.                       | n.d.                       | 3 elettori iscritti al referendum costituzionale 2016         |
| 56     | Libano                                   | 1 229                      | 1 086                      |                                                               |
| 57     | Liberia                                  | n.d.                       | n.d.                       | Paese assente negli archivi del Ministero dell'interno        |
| 58     | Libia                                    | n.d.                       | n.d.                       | Paese assente negli archivi del Ministero dell'interno        |
| 59     | Madagascar                               | n.d.                       | n.d.                       | 367 elettori iscritti al referendum costituzionale 2016       |
| 60     | Malawi                                   | n.d.                       | n.d.                       | 108 elettori iscritti al referendum costituzionale 2016       |
| 61     | Malaysia                                 | 448                        | 421                        |                                                               |
| 62     | Maldive                                  | 38                         | 38                         |                                                               |
| 63     | Mali                                     | n.d.                       | n.d.                       | 61 elettori iscritti al referendum costituzionale 2016        |
| 64     | Marocco                                  | 1 717                      | 1 562                      |                                                               |
| 65     | Mauritania                               | 36                         | 33                         |                                                               |
| 66     | Micronesia                               | n.d.                       | n.d.                       | Paese assente negli archivi del Ministero dell'interno        |
| 67     | Mauritius                                | 275                        | 242                        |                                                               |
| 68     | Mongolia                                 | 15                         | 14                         |                                                               |
| 69     | Mozambico                                | 444                        | 412                        |                                                               |
| 70     | Myanmar                                  | n.d.                       | n.d.                       | 9 elettori iscritti al referendum costituzionale 2016         |
| 71     | Namibia                                  | 152                        | 143                        |                                                               |
| 72     | Nauru                                    | n.d.                       | n.d.                       | Paese assente negli archivi del Ministero dell'interno        |
| 73     | Nepal                                    | n.d.                       | n.d.                       | 35 elettori iscritti al referendum costituzionale 2016        |
| 74     | Niger                                    | n.d.                       | n.d.                       | Paese assente negli archivi del Ministero dell'interno        |
| 75     | Nigeria                                  | 806                        | 767                        |                                                               |
| 76     | Niue                                     | n.d.                       | n.d.                       | Paese assente negli archivi del Ministero dell'interno        |
| 77     | Nuova Zelanda                            | 2 326                      | 2 089                      |                                                               |
| 78     | Oman                                     | 155                        | 147                        |                                                               |
| 79     | Pakistan                                 | 111                        | 100                        |                                                               |
| 80     | Palau                                    | 3                          | 3                          |                                                               |
| 81     | Papua Nuova Guinea                       | n.d.                       | n.d.                       | Paese assente negli archivi del Ministero dell'interno        |
| 82     | Qatar                                    | 528                        | 507                        |                                                               |
| 83     | Rep. Centrafricana                       | n.d.                       | n.d.                       | 30 elettori iscritti al referendum costituzionale 2016        |
| 84     | RD del Congo                             | 483                        | 439                        |                                                               |
| 85     | Repubblica di Corea                      | 236                        | 224                        |                                                               |
| 86     | Repubblica Popolare Cinese               | 4 895                      | 4 748                      |                                                               |
| 87     | Repubblica Popolare Democratica di Corea | 3                          | 3                          | Non incluso nel 2018                                          |
| 88     | Ruanda                                   | 98                         | 91                         |                                                               |
| 89     | Samoa                                    | 13                         | 13                         |                                                               |
| 90     | São Tomé e Príncipe                      | 10                         | 8                          |                                                               |
| 91     | Senegal                                  | 409                        | 371                        |                                                               |
| 92     | Seychelles                               | 156                        | 141                        |                                                               |
| 93     | Sierra Leone                             | n.d.                       | n.d.                       | 2 elettori iscritti al referendum costituzionale 2016         |
| 94     | Singapore                                | 1 412                      | 1 344                      |                                                               |
| 95     | Siria                                    | n.d.                       | n.d.                       | Paese assente negli archivi del Ministero dell'interno        |
| 96     | Somalia                                  | n.d.                       | n.d.                       | Paese assente negli archivi del Ministero dell'interno        |
| 97     | Sri Lanka                                | 77                         | 73                         |                                                               |
| 98     | Sudafrica                                | 25 538                     | 22 844                     |                                                               |
| 99     | Sudan                                    | 87                         | 74                         |                                                               |
| 100    | Sudan del Sud                            | n.d.                       | n.d.                       | Paese assente negli archivi del Ministero dell'interno        |
| 101    | eSwatini                                 | 50                         | 44                         |                                                               |
| 102    | Tagikistan                               | n.d.                       | n.d.                       | 11 elettori iscritti al referendum costituzionale 2016        |
| 103    | Taiwan                                   | n.d.                       | n.d.                       | 435 elettori iscritti al referendum costituzionale 2016       |
| 104    | Tanzania                                 | n.d.                       | n.d.                       | 14 elettori iscritti al referendum costituzionale 2016        |
| 105    | Thailandia                               | 2 248                      | 2 108                      |                                                               |
| 106    | Timor Est                                | n.d.                       | n.d.                       | Paese assente negli archivi del Ministero dell'interno        |
| 107    | Togo                                     | n.d.                       | n.d.                       |                                                               |
| 108    | Tonga                                    | 12                         | 11                         |                                                               |
| 109    | Tunisia                                  | 2 513                      | 2 258                      |                                                               |
| 110    | Turkmenistan                             | n.d.                       | n.d.                       | 61 elettori iscritti al referendum costituzionale 2016        |
| 111    | Tuvalu                                   | n.d.                       | n.d.                       | Paese assente negli archivi del Ministero dell'interno        |
| 112    | Uganda                                   | 268                        | 255                        |                                                               |
| 113    | Uzbekistan                               | n.d.                       | n.d.                       | 30 elettori iscritti al referendum costituzionale 2016        |
| 114    | Vietnam                                  | 285                        | 282                        |                                                               |
| 115    | Vanuatu                                  | n.d.                       | n.d.                       | Paese assente negli archivi del Ministero dell'interno        |
| 116    | Yemen                                    | n.d.                       | n.d.                       | Paese assente negli archivi del Ministero dell'interno        |
| 117    | Zambia                                   | 353                        | 319                        |                                                               |
| 118    | Zimbabwe                                 | n.d.                       | n.d.                       | 10 elettori iscritti al referendum costituzionale 2016        |
| Totale | Totale                                   | 328 788                    | 306 750                    |                                                               |

Note: elettori iscritti durante le elezioni politiche del 2013; per i paesi non presenti nel 2013 è stato indicato, dove non diversamente specificato, il dato più recente disponibile (referendum costituzionale 2016). Cipro, Russia e Turchia fanno parte della ripartizione Europa

## Dati elettorali

### Elezioni politiche del 2006
| Partito                            | Partito                            | Risultati 9 aprile 2006 | Risultati 9 aprile 2006 | Risultati 9 aprile 2006 | Seggi | Seggi |
| Partito                            | Partito                            | Voti                    | %                       | ±                       | Num   | ±     |
| ---------------------------------- | ---------------------------------- | ----------------------- | ----------------------- | ----------------------- | ----- | ----- |
|                                    | L'Unione                           | 26 164                  | 47,52                   | n.d.                    | 1     | n.d.  |
|                                    | Forza Italia                       | 21 506                  | 39,06                   | n.d.                    | 0     | n.d.  |
|                                    | Per l'Italia nel Mondo             | 5 730                   | 10,41                   | n.d.                    | 0     | n.d.  |
|                                    | Lega Nord                          | 1 655                   | 3,01                    | n.d.                    | 0     | n.d.  |
|                                    |                                    |                         |                         |                         |       |       |
| Iscritti                           | Iscritti                           | 152 068                 | 100,00                  |                         |       |       |
| ↳ Votanti (% su iscritti)          | ↳ Votanti (% su iscritti)          | 60 599                  | 39,85                   | n.d.                    |       |       |
| ↳ Voti validi (% su votanti)       | ↳ Voti validi (% su votanti)       | 55 055                  | 90,85                   |                         |       |       |
| ↳ Schede non valide (% su votanti) | ↳ Schede non valide (% su votanti) | 5 544                   | 9,15                    |                         |       |       |
| ↳ Schede bianche (% su votanti)    | ↳ Schede bianche (% su votanti)    | 745                     | 1,23                    |                         |       |       |
| ↳ Schede nulle (% su votanti)      | ↳ Schede nulle (% su votanti)      | 4 799                   | 7,92                    |                         |       |       |
| ↳ Astenuti (% su iscritti)         | ↳ Astenuti (% su iscritti)         | 91 469                  | 60,15                   |                         |       |       |

| Eletti | Eletti     |
| ------ | ---------- |
|        | Marco Fedi |

| Partito                            | Partito                            | Risultati 9 aprile 2006 | Risultati 9 aprile 2006 | Risultati 9 aprile 2006 | Seggi | Seggi |
| Partito                            | Partito                            | Voti                    | %                       | ±                       | Num   | ±     |
| ---------------------------------- | ---------------------------------- | ----------------------- | ----------------------- | ----------------------- | ----- | ----- |
|                                    | L'Unione                           | 23 067                  | 45,47                   | n.d.                    | 1     | n.d.  |
|                                    | Forza Italia                       | 18 383                  | 36,24                   | n.d.                    | 0     | n.d.  |
|                                    | Per l'Italia nel Mondo             | 4 845                   | 9,55                    | n.d.                    | 0     | n.d.  |
|                                    | Popolari UDEUR                     | 1 621                   | 3,20                    | n.d.                    | 0     | n.d.  |
|                                    | Fiamma Tricolore                   | 1 491                   | 2,94                    | n.d.                    | 0     | n.d.  |
|                                    | Lega Nord                          | 1 318                   | 2,60                    | n.d.                    | 0     | n.d.  |
|                                    |                                    |                         |                         |                         |       |       |
| Iscritti                           | Iscritti                           | 138 256                 | 100,00                  |                         |       |       |
| ↳ Votanti (% su iscritti)          | ↳ Votanti (% su iscritti)          | 55 749                  | 40,32                   | n.d.                    |       |       |
| ↳ Voti validi (% su votanti)       | ↳ Voti validi (% su votanti)       | 50 725                  | 90,99                   |                         |       |       |
| ↳ Schede non valide (% su votanti) | ↳ Schede non valide (% su votanti) | 5 024                   | 9,01                    |                         |       |       |
| ↳ Schede bianche (% su votanti)    | ↳ Schede bianche (% su votanti)    | 643                     | 1,15                    |                         |       |       |
| ↳ Schede nulle (% su votanti)      | ↳ Schede nulle (% su votanti)      | 4 381                   | 7,86                    |                         |       |       |
| ↳ Astenuti (% su iscritti)         | ↳ Astenuti (% su iscritti)         | 82 507                  | 59,68                   |                         |       |       |

| Eletti | Eletti        |
| ------ | ------------- |
|        | Nino Randazzo |

### Elezioni politiche del 2008
| Partito                            | Partito                            | Risultati 13 aprile 2008 | Risultati 13 aprile 2008 | Risultati 13 aprile 2008 | Seggi | Seggi |
| Partito                            | Partito                            | Voti                     | %                        | ±                        | Num   | ±     |
| ---------------------------------- | ---------------------------------- | ------------------------ | ------------------------ | ------------------------ | ----- | ----- |
|                                    | Partito Democratico                | 24 040                   | 47,19                    | n.d.                     | 1     | n.d.  |
|                                    | Il Popolo della Libertà            | 21 682                   | 42,56                    | n.d.                     | 0     | n.d.  |
|                                    | Unione di Centro                   | 3 578                    | 7,02                     | n.d.                     | 0     | n.d.  |
|                                    | Partito Socialista Boselli         | 1 639                    | 3,22                     | n.d.                     | 0     | n.d.  |
|                                    |                                    |                          |                          |                          |       |       |
| Iscritti                           | Iscritti                           | 155 486                  | 100,00                   |                          |       |       |
| ↳ Votanti (% su iscritti)          | ↳ Votanti (% su iscritti)          | 58 956                   | 37,92                    | n.d.                     |       |       |
| ↳ Voti validi (% su votanti)       | ↳ Voti validi (% su votanti)       | 50 939                   | 86,40                    |                          |       |       |
| ↳ Schede non valide (% su votanti) | ↳ Schede non valide (% su votanti) | 8 017                    | 13,60                    |                          |       |       |
| ↳ Schede bianche (% su votanti)    | ↳ Schede bianche (% su votanti)    | 883                      | 1,50                     |                          |       |       |
| ↳ Schede nulle (% su votanti)      | ↳ Schede nulle (% su votanti)      | 7 134                    | 12,10                    |                          |       |       |
| ↳ Astenuti (% su iscritti)         | ↳ Astenuti (% su iscritti)         | 96 530                   | 62,08                    |                          |       |       |

| Eletti | Eletti     |
| ------ | ---------- |
|        | Marco Fedi |

| Partito                            | Partito                            | Risultati 13 aprile 2008 | Risultati 13 aprile 2008 | Risultati 13 aprile 2008 | Seggi | Seggi |
| Partito                            | Partito                            | Voti                     | %                        | ±                        | Num   | ±     |
| ---------------------------------- | ---------------------------------- | ------------------------ | ------------------------ | ------------------------ | ----- | ----- |
|                                    | Partito Democratico                | 21 295                   | 44,66                    | n.d.                     | 1     | n.d.  |
|                                    | Il Popolo della Libertà            | 20 533                   | 43,06                    | n.d.                     | 0     | n.d.  |
|                                    | Unione di Centro                   | 3 027                    | 6,35                     | n.d.                     | 0     | n.d.  |
|                                    | La Sinistra l'Arcobaleno           | 1 717                    | 3,60                     | n.d.                     | 0     | n.d.  |
|                                    | Partito Socialista Boselli         | 1 110                    | 2,33                     | n.d.                     | 0     | n.d.  |
|                                    |                                    |                          |                          |                          |       |       |
| Iscritti                           | Iscritti                           | 141 826                  | 100,00                   |                          |       |       |
| ↳ Votanti (% su iscritti)          | ↳ Votanti (% su iscritti)          | 55 865                   | 39,39                    | n.d.                     |       |       |
| ↳ Voti validi (% su votanti)       | ↳ Voti validi (% su votanti)       | 47 682                   | 85,35                    |                          |       |       |
| ↳ Schede non valide (% su votanti) | ↳ Schede non valide (% su votanti) | 8 183                    | 14,65                    |                          |       |       |
| ↳ Schede bianche (% su votanti)    | ↳ Schede bianche (% su votanti)    | 877                      | 1,57                     |                          |       |       |
| ↳ Schede nulle (% su votanti)      | ↳ Schede nulle (% su votanti)      | 7 306                    | 13,08                    |                          |       |       |
| ↳ Astenuti (% su iscritti)         | ↳ Astenuti (% su iscritti)         | 85 961                   | 60,61                    |                          |       |       |

| Eletti | Eletti        |
| ------ | ------------- |
|        | Nino Randazzo |

### Elezioni politiche del 2013
| Partito                            | Partito                            | Risultati 24 febbraio 2013 | Risultati 24 febbraio 2013 | Risultati 24 febbraio 2013 | Seggi | Seggi   |
| Partito                            | Partito                            | Voti                       | %                          | ±                          | Num   | ±       |
| ---------------------------------- | ---------------------------------- | -------------------------- | -------------------------- | -------------------------- | ----- | ------- |
|                                    | Partito Democratico                | 15 826                     | 33,23                      | 13,96                      | 1     | Stabile |
|                                    | Con Monti per l'Italia             | 14 848                     | 31,18                      | n.d.                       | 0     | n.d.    |
|                                    | Il Popolo della Libertà            | 10 022                     | 21,04                      | 21,52                      | 0     | Stabile |
|                                    | Movimento 5 Stelle                 | 6 926                      | 14,54                      | n.d.                       | 0     | n.d.    |
|                                    |                                    |                            |                            |                            |       |         |
| Iscritti                           | Iscritti                           | 185 488                    | 100,00                     |                            |       |         |
| ↳ Votanti (% su iscritti)          | ↳ Votanti (% su iscritti)          | 56 010                     | 30,20                      | n.d.                       |       |         |
| ↳ Voti validi (% su votanti)       | ↳ Voti validi (% su votanti)       | 47 622                     | 85,02                      |                            |       |         |
| ↳ Schede non valide (% su votanti) | ↳ Schede non valide (% su votanti) | 8 388                      | 14,98                      |                            |       |         |
| ↳ Schede bianche (% su votanti)    | ↳ Schede bianche (% su votanti)    | 746                        | 1,33                       |                            |       |         |
| ↳ Schede nulle (% su votanti)      | ↳ Schede nulle (% su votanti)      | 7 642                      | 13,64                      |                            |       |         |
| ↳ Astenuti (% su iscritti)         | ↳ Astenuti (% su iscritti)         | 129 478                    | 69,80                      |                            |       |         |

| Eletti | Eletti     |
| ------ | ---------- |
|        | Marco Fedi |

| Partito                            | Partito                            | Risultati 24 febbraio 2013 | Risultati 24 febbraio 2013 | Risultati 24 febbraio 2013 | Seggi | Seggi   |
| Partito                            | Partito                            | Voti                       | %                          | ±                          | Num   | ±       |
| ---------------------------------- | ---------------------------------- | -------------------------- | -------------------------- | -------------------------- | ----- | ------- |
|                                    | Partito Democratico                | 14 632                     | 33,18                      | 11,48                      | 1     | Stabile |
|                                    | Con Monti per l'Italia             | 12 758                     | 28,93                      | n.d.                       | 0     | n.d.    |
|                                    | Il Popolo della Libertà            | 10 053                     | 22,79                      | 10,27                      | 0     | Stabile |
|                                    | Movimento 5 Stelle                 | 6 662                      | 15,10                      | n.d.                       | 0     | n.d.    |
|                                    |                                    |                            |                            |                            |       |         |
| Iscritti                           | Iscritti                           | 170 132                    | 100,00                     |                            |       |         |
| ↳ Votanti (% su iscritti)          | ↳ Votanti (% su iscritti)          | 51 718                     | 30,40                      | n.d.                       |       |         |
| ↳ Voti validi (% su votanti)       | ↳ Voti validi (% su votanti)       | 44 105                     | 85,28                      |                            |       |         |
| ↳ Schede non valide (% su votanti) | ↳ Schede non valide (% su votanti) | 7 613                      | 14,72                      |                            |       |         |
| ↳ Schede bianche (% su votanti)    | ↳ Schede bianche (% su votanti)    | 705                        | 1,36                       |                            |       |         |
| ↳ Schede nulle (% su votanti)      | ↳ Schede nulle (% su votanti)      | 6 908                      | 13,36                      |                            |       |         |
| ↳ Astenuti (% su iscritti)         | ↳ Astenuti (% su iscritti)         | 118 414                    | 69,60                      |                            |       |         |

| Eletti | Eletti             |
| ------ | ------------------ |
|        | Francesco Giacobbe |

### Elezioni politiche del 2018
| Partito                            | Partito                                 | Risultati | Risultati | Risultati | Seggi | Seggi   |
| Partito                            | Partito                                 | Voti      | %         | ±         | Num   | ±       |
| ---------------------------------- | --------------------------------------- | --------- | --------- | --------- | ----- | ------- |
|                                    | Partito Democratico                     | 18 041    | 31,02     | 2,21      | 1     | Stabile |
|                                    | Movimento 5 Stelle                      | 15 482    | 26,62     | 12,08     | 0     | Stabile |
|                                    | Lega - Forza Italia - Fratelli d'Italia | 14 813    | 25,47     | 4,43      | 0     | Stabile |
|                                    | Liberi e Uguali                         | 4 576     | 7,87      | n.d.      | 0     | n.d.    |
|                                    | +Europa                                 | 4 376     | 7,52      | n.d.      | 0     | n.d.    |
|                                    | Civica Popolare                         | 874       | 1,50      | n.d.      | 0     | n.d.    |
|                                    |                                         |           |           |           |       |         |
| Iscritti                           | Iscritti                                | 236 449   | 100,00    |           |       |         |
| ↳ Votanti (% su iscritti)          | ↳ Votanti (% su iscritti)               | 66 983    | 28,33     | n.d.      |       |         |
| ↳ Voti validi (% su votanti)       | ↳ Voti validi (% su votanti)            | 58 162    | 86,83     |           |       |         |
| ↳ Schede non valide (% su votanti) | ↳ Schede non valide (% su votanti)      | 8 821     | 13,17     |           |       |         |
| ↳ Schede bianche (% su votanti)    | ↳ Schede bianche (% su votanti)         | 990       | 1,48      |           |       |         |
| ↳ Schede nulle (% su votanti)      | ↳ Schede nulle (% su votanti)           | 7 831     | 11,69     |           |       |         |
| ↳ Astenuti (% su iscritti)         | ↳ Astenuti (% su iscritti)              | 169 466   | 71,67     |           |       |         |

| Eletti | Eletti      |
| ------ | ----------- |
|        | Nicola Carè |

| Partito                            | Partito                                 | Risultati | Risultati | Risultati | Seggi | Seggi   |
| Partito                            | Partito                                 | Voti      | %         | ±         | Num   | ±       |
| ---------------------------------- | --------------------------------------- | --------- | --------- | --------- | ----- | ------- |
|                                    | Partito Democratico                     | 17 052    | 31,00     | 2,18      | 1     | 0       |
|                                    | Lega - Forza Italia - Fratelli d'Italia | 14 815    | 26,93     | 4,14      | 0     | Stabile |
|                                    | Movimento 5 Stelle                      | 14 607    | 26,56     | 11,46     | 0     | Stabile |
|                                    | +Europa                                 | 4 214     | 7,66      | n.d.      | 0     | n.d.    |
|                                    | Liberi e Uguali                         | 3 493     | 6,35      | n.d.      | 0     | n.d.    |
|                                    | Civica Popolare                         | 822       | 1,49      | n.d.      | 0     | n.d.    |
|                                    |                                         |           |           |           |       |         |
| Iscritti                           | Iscritti                                | 218 175   | 100,00    |           |       |         |
| ↳ Votanti (% su iscritti)          | ↳ Votanti (% su iscritti)               | 63 494    | 29,10     | n.d.      |       |         |
| ↳ Voti validi (% su votanti)       | ↳ Voti validi (% su votanti)            | 55 003    | 86,63     |           |       |         |
| ↳ Schede non valide (% su votanti) | ↳ Schede non valide (% su votanti)      | 8 491     | 13,37     |           |       |         |
| ↳ Schede bianche (% su votanti)    | ↳ Schede bianche (% su votanti)         | 937       | 1,48      |           |       |         |
| ↳ Schede nulle (% su votanti)      | ↳ Schede nulle (% su votanti)           | 7 554     | 11,90     |           |       |         |
| ↳ Astenuti (% su iscritti)         | ↳ Astenuti (% su iscritti)              | 154 681   | 70,90     |           |       |         |

| Eletti | Eletti             |
| ------ | ------------------ |
|        | Francesco Giacobbe |

### Elezioni politiche del 2022
| Partito                            | Partito                                                 | Risultati | Risultati | Risultati | Seggi | Seggi   |
| Partito                            | Partito                                                 | Voti      | %         | ±         | Num   | ±       |
| ---------------------------------- | ------------------------------------------------------- | --------- | --------- | --------- | ----- | ------- |
|                                    | Partito Democratico - Italia Democratica e Progressista | 19 435    | 41,84     | 10,82     | 1     | Stabile |
|                                    | Lega - Forza Italia - Fratelli d'Italia                 | 14 832    | 31,93     | 6,46      | 0     | Stabile |
|                                    | Movimento 5 Stelle                                      | 7 352     | 15,83     | 10,79     | 0     | Stabile |
|                                    | Azione - Italia Viva                                    | 4 834     | 10,41     | n.d.      | 0     | n.d.    |
|                                    |                                                         |           |           |           |       |         |
| Iscritti                           | Iscritti                                                | 245 706   | 100,00    |           |       |         |
| ↳ Votanti (% su iscritti)          | ↳ Votanti (% su iscritti)                               | 56 047    | 22,81     | n.d.      |       |         |
| ↳ Voti validi (% su votanti)       | ↳ Voti validi (% su votanti)                            | 46 453    | 82,88     |           |       |         |
| ↳ Schede non valide (% su votanti) | ↳ Schede non valide (% su votanti)                      | 9 594     | 17,12     |           |       |         |
| ↳ Schede bianche (% su votanti)    | ↳ Schede bianche (% su votanti)                         | 1 053     | 1,88      |           |       |         |
| ↳ Schede nulle (% su votanti)      | ↳ Schede nulle (% su votanti)                           | 8 541     | 15,24     |           |       |         |
| ↳ Astenuti (% su iscritti)         | ↳ Astenuti (% su iscritti)                              | 189 659   | 77,19     |           |       |         |

| Eletti | Eletti      |
| ------ | ----------- |
|        | Nicola Carè |

| Partito                            | Partito                                                 | Risultati | Risultati | Risultati | Seggi | Seggi   |
| Partito                            | Partito                                                 | Voti      | %         | ±         | Num   | ±       |
| ---------------------------------- | ------------------------------------------------------- | --------- | --------- | --------- | ----- | ------- |
|                                    | Partito Democratico - Italia Democratica e Progressista | 18 945    | 40,84     | 9,84      | 1     | Stabile |
|                                    | Lega - Forza Italia - Fratelli d'Italia                 | 15 346    | 33,08     | 6,15      | 0     | Stabile |
|                                    | Movimento 5 Stelle                                      | 7 286     | 15,71     | 11,16     | 0     | Stabile |
|                                    | Azione - Italia Viva                                    | 4 815     | 10,38     | n.d.      | 0     | n.d.    |
|                                    |                                                         |           |           |           |       |         |
| Iscritti                           | Iscritti                                                | 245 706   | 100,00    |           |       |         |
| ↳ Votanti (% su iscritti)          | ↳ Votanti (% su iscritti)                               | 56 302    | 22,91     | n.d.      |       |         |
| ↳ Voti validi (% su votanti)       | ↳ Voti validi (% su votanti)                            | 46 392    | 82,40     |           |       |         |
| ↳ Schede non valide (% su votanti) | ↳ Schede non valide (% su votanti)                      | 9 910     | 17,60     |           |       |         |
| ↳ Schede bianche (% su votanti)    | ↳ Schede bianche (% su votanti)                         | 1 065     | 1,89      |           |       |         |
| ↳ Schede nulle (% su votanti)      | ↳ Schede nulle (% su votanti)                           | 8 845     | 15,71     |           |       |         |
| ↳ Astenuti (% su iscritti)         | ↳ Astenuti (% su iscritti)                              | 189 404   | 77,09     |           |       |         |

| Eletti | Eletti             |
| ------ | ------------------ |
|        | Francesco Giacobbe |

## Riepilogo eletti

### Camera dei Deputati
| 2006 | 2006                     | 2008                     | 2008                     | 2013                     | 2013                     | 2018 | 2018                   | 2022                   | 2022 |
| ---- | ------------------------ | ------------------------ | ------------------------ | ------------------------ | ------------------------ | ---- | ---------------------- | ---------------------- | ---- |
|      | Marco Fedi (L'Unione/PD) | Marco Fedi (L'Unione/PD) | Marco Fedi (L'Unione/PD) | Marco Fedi (L'Unione/PD) | Marco Fedi (L'Unione/PD) |      | Nicola Carè (PD/IV/PD) | Nicola Carè (PD/IV/PD) |      |

### Senato della Repubblica
| 2006 | 2006                        | 2008                        | 2008                        | 2013 | 2013                    | 2018                    | 2018                    | 2022                    | 2022 |
| ---- | --------------------------- | --------------------------- | --------------------------- | ---- | ----------------------- | ----------------------- | ----------------------- | ----------------------- | ---- |
|      | Nino Randazzo (L'Unione/PD) | Nino Randazzo (L'Unione/PD) | Nino Randazzo (L'Unione/PD) |      | Francesco Giacobbe (PD) | Francesco Giacobbe (PD) | Francesco Giacobbe (PD) | Francesco Giacobbe (PD) |      |